# Európai Szociális Alap
Az Európai Szociális Alap (ESZA) a tagállamokban az Európai Unió legfontosabb foglalkoztatást elősegítő, valamint a gazdasági és szociális kohéziót előmozdító pénzügyi eszköze. Az ESZA rendelkezik az EU teljes költségvetésének 10 százaléka fölött.
Az ESZA az EU egyik strukturális alapja, amelynek célja a társadalmi kohézió erősítése és a gazdasági jólét megteremtése az Unió régióiban. A strukturális alapok az újraelosztás pénzügyi eszközei, amelyek azzal próbálják csökkenteni az Európán belül előforduló különbségeket, hogy a kevésbé fejlett régiókat támogatják. Az ESZA célja elsősorban az, hogy minél több és jobb munkahelyet teremtsen az EU-ban, mindezt pedig olyan nemzeti, regionális és helyi projektek társfinanszírozásával próbálja elősegíteni, amelyek a tagállamok és régióik teljes munkaerőpiacán a foglalkoztatás szintjének, a munkahelyek minőségének javítását célozzák.

## Története
Az Európai Szociális Alapot az 1957-es Római szerződés hozta létre, ez a legrégebbi strukturális alap. Míg az ESZA mindig is a foglalkoztatottság szintjének növelését tekintette céljának, az évek során alkalmazkodott az új idők új kihívásaihoz. A II. világháborút követő években elsősorban a munkavállalók Európán belüli vándorlásának irányítására összpontosított, majd később a fiatalok és képzetlenek munkanélkülisége elleni harcot tekintette fő feladatának. A jelenlegi költségvetési időszakban (2007–2013), amellett, hogy azokat próbálja támogatni, akik számára különös nehézséget jelent az elhelyezkedés – így a nőket, pályakezdőket, idősebb munkavállalókat, bevándorlókat, csökkent munkaképességűeket –, az ESZA mind a munkavállalókat, mind a munkáltatókat segíti a változásokhoz történő alkalmazkodásban. Mindezt a munkahelyek innovációjának, az élethosszig tartó tanulásnak és a munkavállalók mobilitásának elősegítésével teszi.

## Az ESZA helye az EU politikái és stratégiái között
Az Európai Unió kiemelkedő stratégiája a Lisszaboni Stratégia. Ennek célja, hogy 2010-re Európa a világ legdinamikusabban fejlődő és legversenyképesebb tudásalapú társadalmává váljon, amely úgy képes a fenntartható gazdasági növekedésre, hogy egyre több és jobb munkahelyet létesít, csökkenti a társadalmi különbségeket és tiszteli a környezetet. A Lisszaboni Stratégia célkitűzései határozzák meg az ESZA fő prioritásait.
Az EU számos pénzügyi és politikai eszköze támogatja a Lisszaboni Stratégia megvalósulását. Ezek közül a kohéziós politika célja az EU országai és régiói közötti gazdasági és társadalmi egyenlőtlenségek csökkentése. Az EU költségvetésének pénzügyi forrásait (strukturális alapok) – ideértve az ESZA-t is – használja a kevésbé fejlett régiók társadalmi és gazdasági fejlesztésének támogatására.
A globalizáció és az elöregedő népesség háttere ellenében, a versenyképesség és a foglalkoztatottság növelése szükségességének fényében az Európai Foglalkoztatási Stratégia keretet biztosít az EU-tagállamok számára a foglalkoztatás területén közös célkitűzések és prioritások kialakításához. Ezeket a közös célkitűzéseket veszik fel ezt követően a foglalkoztatási irányelvek közé, és foglalják bele a nemzeti reformprogramokba, amelyeket az egyes tagállamok készítenek el. Az ESZA forrásokat a tagállamok osztják el nemzeti reformprogramjaik, illetőleg nemzeti stratégiai referenciakereteik (NSRK) útján, amelyek meghatározzák az adott tagállam EU strukturális alapokból kapott támogatásai felhasználásának prioritásait.
Az Európai Szociális Menetrend szintén fontos szerepet játszik az ESZA felhasználási prioritásainak kialakításában. A Szociális Menetrend az „Európai társadalmi modell” aktualizálását tűzte ki célul a munkaerőpiacok és a társadalmi védőháló modernizálása útján, így a munkavállalók és a vállalkozások is hasznot húzhatnak a nemzetközi verseny folytán adódó lehetőségek, technológiai előnyök és változó népesedési mutatók kihasználásával, miközben megvédik a társadalom legsebezhetőbb rétegeit. Ráadásul a „rugalmas biztonság” koncepciója hozzájárul az ESZA kezdeményezéseihez. A rugalmas biztonság olyan politikai stratégia, amely segít növelni egyfelől a munkaerőpiacok, munkaszervezetek és munkaügyi kapcsolatok rugalmasságát, másfelől a munkavállalás és a jövedelem biztonságát. A rugalmas biztonság fogalma újszerűen közelíti meg a foglalkoztatást, és előnyben részesíti az „élethosszig tartó foglalkoztatottság” modelljét az „élethosszig tartó állás” modelljével szemben. Arra bátorítja a dolgozókat, hogy vegyék saját kezükbe sorsukat az élethosszig tartó tanulás, a változásokhoz való alkalmazkodás és a mobilitás segítségével.

## Az ESZA: a stratégia lényege
AZ ESZA hétéves programidőszakokra bontva működik. AZ ESZA stratégiája és költségvetése az EU tagállamai, az Európai Parlament és az Európai Bizottság tárgyalásai nyomán alakul ki. A stratégia meghatározza az ESZA finanszírozási célkitűzéseit, amelyek részben vagy egészben megegyeznek más strukturális alapok finanszírozási céljaival. A jelenlegi ESZA finanszírozási időszak céljai a következők:
1. A regionális versenyképesség és foglalkoztatás célkitűzés: a regionális versenyképesség megerősítése, a foglalkoztatás, és a befektetések számára vonzóvá tétel.
2. A konvergencia célkitűzés: a növekedés és a foglalkoztatás serkentése a kevésbé fejlett régiókban. Ez a célkitűzés kapja az ESZA források teljes összegének 80%-át.

A stratégia átfogó „prioritás tengelyeket” fektet le, amelyek meghatározzák, mit kell tenni a célkitűzések elérése érdekében, és melyek jogosultak a finanszírozásra.

## Az ESZA források kihelyezése
Az ESZA finanszírozás szintje régiónként különböző, az adott régió relatív gazdagságától függ. Az EU régióit jogosultság alapján négy régiós kategóriára osztották, az egy főre jutó regionális GDP EU-átlaghoz (az EU-25, vagy az EU-15 átlagához) viszonyított aránya alapján, a két célkitűzés alapján megosztva.
A konvergencia célkitűzés körébe tartoznak:
- a konvergencia régiók: ahol az egy főre jutó GDP kevesebb az EU-25 átlagának 75%–ánál,
- a fokozatosan kikerülő régiók: ahol az egy főre jutó GDP több az EU-25 átlagának 75%-ánál, de kevesebb az EU-15 átlagának 75%-ánál.

A regionális versenyképesség és foglalkoztatás célkitűzés:
- a fokozatosan bekerülő régiók: ahol az egy főre jutó GDP a 2000 és 2006 közötti időszakra vonatkozóan kevesebb az EU-15 átlagának 75%-ánál, de a 2007 és 2013 közötti időszakra vonatkozóan több az EU-15 átlagának 75%-ánál

a versenyképességi és foglalkoztatási régiók: ide tartozik az EU összes további régiója.
A konvergencia régiókban az ESZA társfinanszírozás a projektekben elérheti a teljes költség 85%-át. A regionális versenyképességi és foglalkoztatási régiókban inkább az 50%-os társfinanszírozás fordul elő. A gazdagabb tagállamok és régiók esetében az ESZA forrásai a létező nemzeti foglalkoztatási kezdeményezések kiegészítésére szolgálnak, míg a kevésbé gazdag tagállamok esetében az ESZA finanszírozás a foglalkoztatás-központú kezdeményezések fő forrása. A térképen látható a régiók jogosultság szerinti felosztása az ESZA jelenlegi programidőszakában (2007–2013).

## Az ESZA végrehajtása
Míg a stratégiák meghatározására uniós szinten kerül sor, az ESZA finanszírozás végrehajtása a tagállamok és a régiók feladata. Amint a stratégia és a költségvetés kérdésében egyezség született, megkezdődik a közös programozás. A hétéves operatív programokat a tagállamok és régióik az Európai Bizottsággal közösen tervezik meg. Ezek az operatív programok határozzák meg a finanszírozott tevékenységi területeket, amelyek lehetnek földrajzi vagy tematikus alapúak is.
A tagállamok nemzeti ESZA irányító hatóságokat hoznak létre, amelyek a projektek kiválasztásáért, a források kifizetéséért, valamint a projektek folyamatának és eredményeinek kiértékeléséért felelősek. A tagállamok kijelölnek továbbá ellenőrző és hitelesítő hatóságokat is, amelyek ellenőrzik és biztosítják, hogy a kiadások megfeleljenek az ESZA szabályozásoknak.

## Az ESZA projektjei
Az ESZA gyakorlati végrehajtása projekteken keresztül zajlik, amelyek pályáztatása és végrehajtása széles körben, a köz- és a magánszféra szervezeteinek bevonásával zajlik. Ezek közé tartoznak a nemzeti, regionális és helyi hatóságok, oktatási és szakképző intézmények, a civil szervezetek és az önkéntes szervezetek, továbbá társadalmi partnerek, például szakszervezetek, munkástanácsok, ipari és szakmai kamarák, illetve egyes cégek.

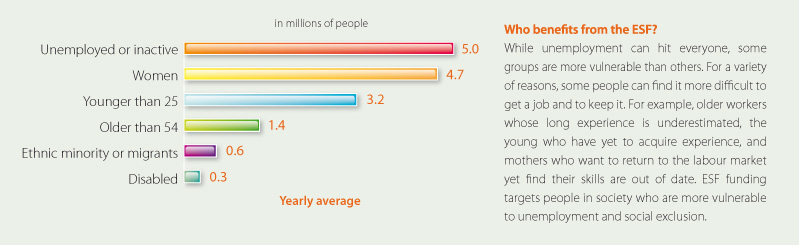

Az ESZA projektek haszonélvezői változóak, lehetnek egyes munkavállalók, emberek csoportjai, szakszervezetek, közigazgatási szervek vagy egyes gazdasági társaságok. Az emberek főleg azon sebezhető csoportjai a célcsoportok, akik számára különösen nagy nehézséget okoz az elhelyezkedés vagy a pályakezdés, így például a hosszabb ideje munkanélküliek és a nők. Jelzésértékű, hogy az említett sebezhető csoportok tagjai közül becslések szerint 9 millióan részesülnek valamilyen segítségben az ESZA projektekben való részvétel útján – lásd az 1. grafikont.

## Az Európai Szociális Alap 2007–2013
Az ESZA jelenlegi programidőszaka 2007-től 2013-ig tart, és zászlajára az „Értékünk az ember” jelmondatot tűzte. Ebben az időszakban mintegy 75 milliárd eurót – az EU költségvetésének közel 10%-át – fordít foglalkoztatást növelő projektekre. A finanszírozásban hat különösen kiemelt terület részesül:

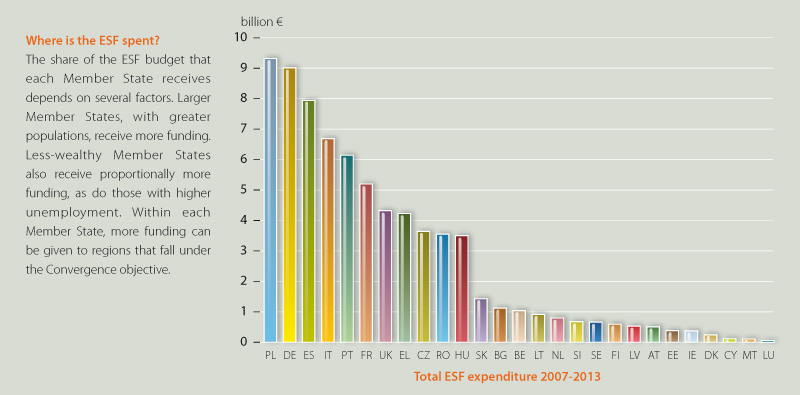

1. Az emberi tőke növelése (a teljes finanszírozás 34%-a)
2. A foglalkoztatáshoz való hozzáférés és fenntarthatóság (30%)
3. A munkavállalók és a cégek, a vállalkozások és vállalkozók alkalmazkodóképességének növelése (18%)
4. A hátrányos helyzetűek társadalmi életbe való bevonásának növelése (14%)
5. Az intézményi férőhelyek növelése nemzeti, regionális és helyi szinten (3%)
6. A reformok érdekében történő mozgósítás a foglalkoztatás és a bevonás területén (1%)

A források eloszlásának minden régióban tükröznie kell a helyi és regionális prioritásokat. Mind a hat prioritás alkalmazható mind a konvergencia, mind a regionális versenyképességi és foglalkoztatási célkitűzések esetén, bár a konvergencia régiók alapvetően az „emberi tőke növelésére” fektetik a hangsúlyt.
A 2. grafikon az ESZA ráfordítások tagállamok szerinti felosztását mutatja a 2007–2013 közötti időszakban.
Az ESZA újraelosztó jellegét jól szemlélteti a 3. grafikon, amely megmutatja a tagállamokban az egy főre eső ráfordítás nagyságát.

## Értékelés
A Bureau of Investigative Journalism (City University, London) és a Financial Times nyolc hónap munkájával próbálta megfejteni, hogy a 2007-2013-a költségvetési periódus strukturális alapjaiból mennyit, hol, mire költöttek el. Az értékelés legfontosabb megállapítása, hogy a strukturális alapok kifizetései nagyon-nagyon lassúak minden tagállamban. Ennek két oka van: a hatalmas adminisztrációs terhek és a mindenhol költségvetési deficittel küzdő állami és önkormányzati szervek társfinanszírozásának hiánya.

## Ajánlott irodalom
1. ESZA füzet: a 2007-ben megjelent füzet tartalmazza az ESZA célkitűzéseire, logikai alapjaira és munkájára vonatkozó alapvető információkat. Az EU 23 nyelvén hozzáférhető.
2. Statisztikai adatlap: az Európai Szociális Alap 2007 és 2013 közötti tevékenységének áttekintéseként ez a füzet részletekre bontva mutatja be a program legfontosabb adatait és mutatóit.
3. Könyv az 50. évfordulóra: az Európai Szociális Alap 50. évfordulója alkalmából a Bizottság olyan illusztrált könyvet adott ki, amely bemutatja az ESZA elmúlt öt évtizedben végzett tevékenységét.
4. ESZA 2007-2013: a támogatásra jogosult régiók térképe: a térkép az Európai Szociális Alap 2007–2013-as programidőszakában támogatásra jogosult új régiókat mutatja meg.
5. ESZA sikertörténetek: több mint 70 sikertörténeten keresztül mutatja be, hogyan segítették az ESZA projektjei Európa-szerte az emberek munkavállalását.
6. Az Európai Parlament és a Tanács 1081/2006/EK rendelete (2006. július 5.) az Európai Szociális Alapról (az ESZA-ról szóló jogszabály szövege)

## Külső hivatkozások
- Az Európai Bizottság Foglalkoztatási, Szociális és Esélyegyenlőségi Főigazgatóságának honlapja, amely az EU foglalkoztatási ügyekért felelős intézménye.
- Az Európai Szociális Alap honlapja az Európai Bizottság Európa-portálján.